# Hải Quang
Hải Quang là một xã ven biển thuộc tỉnh Ninh Bình, Việt Nam.

## Địa lý
Trụ sở xã nằm cách phường Hoa Lư - trung tâm tỉnh lỵ Ninh Bình 42 km về phía Đông Nam, có vị trí địa lý:
- Phía tây nam giáp xã Hải Tiến.
- Phía bắc giáp xã Hải Hưng và xã Giao Ninh.
- Phía tây bắc giáp xã Hải Hậu.
- Phía đông giáp biển Đông.

Xã Hải Quang	có diện tích:	24,68	km², 	dân số:	25.798	người, mật độ dân số: 	1045	người/km². 	
Đây là đơn vị có diện tích xếp thứ:	74	, số dân xếp thứ: 	97	và mật độ dân số xếp thứ: 	83	trong số 129 xã, phường ở Ninh Bình.
Xã này nằm trên Quốc lộ 21. Đây là 1 trong 14 xã tiếp giáp trực tiếp với biển của tỉnh Ninh Bình.

## Lịch sử
Theo Nghị quyết số 1674/NQ-UBTVQH15 ngày 16/6/2025 về sắp xếp các đơn vị hành chính cấp xã của tỉnh Ninh Bình năm 2025, Theo đó, sắp xếp toàn bộ diện tích tự nhiên, quy mô dân số của các xã Hải Đông, Hải Tây và Hải Quang thành xã mới có tên gọi là xã Hải Quang.	